# Hunsdon
Hunsdon – wieś w Anglii, w hrabstwie Hertfordshire. Leży 10 km na wschód od miasta Hertford i 36 km na północ od centrum Londynu.